# Carrikers miersluiper
De Carrikers miersluiper (Myrmotherula grisea) is een zangvogel uit de familie Thamnophilidae (miervogels). De Nederlandse naam verwijst naar de Amerikaanse ornitholoog Melbourne Armstrong Carriker die deze vogel in 1935 geldig heeft beschreven. 

## Verspreiding en leefgebied
Deze soort komt voor in het westen van Bolivia en het zuiden van Peru..

## Status
De grootte van de populatie is in 2008 geschat op 70.000-80.000 volwassen vogels. Op de Rode lijst van de IUCN heeft deze soort de status niet bedreigd.